# Lahm bei Lichtenfels
Lahm bei Lichtenfels (amtlich: Lahm b.Lichtenfels) ist ein Stadtteil der oberfränkischen Stadt Lichtenfels im Landkreis Lichtenfels.

## Geografie
Das Dorf liegt etwa neun Kilometer südöstlich von Lichtenfels auf den Höhen des fränkischen Juras. Die Kreisstraßen LIF 22 von Kloster Langheim nach Weismain und LIF 4 von Roth nach Rothmannsthal kreuzen sich in dem Ort.

## Geschichte
Lahm wurde 1180 erstmals urkundlich erwähnt, als der Bamberger Bischof Otto dem Kloster Langheim eine Manse in „Lame“ bestätigte. 1419 besaß das Kloster 27 Lehen und den gesamten Zehnten im Dorf.
Im Jahr 1801 gehörte die hohe Zent dem Zentamt Weismain des Hochstifts Bamberg. Die Dorfs-, Gemeinde- und Lehensherrschaft besaß das Kloster Langheim. Das Hirtenhaus, 18 Häuser mit Stadeln und drei unbebaute Güter neben vielen freien Grundstücken mussten dem Amt Weismain die Steuer entrichten, drei Häuser mit Stadeln dem Amt Lichtenfels.
1818 hatte Lahm, auch als „Lahm am Gebürge“ bezeichnet, 123 Einwohner und wurde mit Mönchkröttendorf zu einer Gemeinde vereinigt.
Am 27. September 1851 wurde das Dorf eine selbständige Gemeinde. 1862 erfolgte die Eingliederung Lahms in das neu geschaffene bayerische Bezirksamt Lichtenfels. 1875 hatte die Landgemeinde 174 Einwohner, die alle katholisch waren, und 27 Wohngebäude. Die katholische Kirche und katholische Schule standen im 3,5 Kilometer entfernten Isling. 1900 umfasste die Landgemeinde Lahm eine Fläche von 475,73 Hektar, 154 Einwohner und 32 Wohngebäude. Die Schule befand sich im drei Kilometer entfernten Altendorf. 1925 lebten 168 Personen, alle Mitglieder der katholischen Kirche, in 30 Wohngebäuden. 1950 hatte der Ort 158 Einwohner und 25 Wohngebäude. Lahm gehörte zum Kirchensprengel der evangelischen Kirche in Azendorf. 1957 erfolgte die amtliche Umbenennung in „Lahm b.Lichtenfels“. Im Jahr 1970 zählte der Ort Lahm 120 Einwohner und 1987 119 Einwohner sowie 28 Wohngebäude.
Am 1. Januar 1978 wurde Lahm in die Stadt Lichtenfels eingegliedert.

## Sehenswürdigkeiten
Die 1953/54 neu errichtete katholische Kapelle besitzt eine Ausstattung aus dem 17.–19. Jahrhundert. Das Altarblatt zeigt eine Christkindvision des Heiligen Antonius von Padua. Es stammt aus dem rechten Vierungsaltar der Wallfahrtskirche Vierzehnheiligen.